# Heer (Belgique)
Pour les articles homonymes, voir Heer.
Heer (en wallon Ér) est une section de la commune belge d'Hastière située en Région wallonne dans la province de Namur.
C'était une commune à part entière avant la fusion des communes de 1977.

## Évolution démographique
- Source: DGS, 1831 à 1970=recensements population, 1976= habitants au 31 décembre

## Histoire
Lors la bataille de France, dans le début de la journée du 13 mai 1940, Heer, laissé sans défense, est pris par les Allemands de la Aufklärung-Abteilung 32, unité de reconnaissance de la 32. Infanterie-Division de Franz Böhme.

## Liste des bourgmestres de 1830 à 1977
- Edouard Lambert, de 1886 à 1887, (Parti Libéral).